# Emmerkofen
Emmerkofen ist ein Ortsteil der oberbayerischen Gemeinde Dietramszell im Landkreis Bad Tölz-Wolfratshausen. 

## Lage
Der Weiler liegt etwa fünf Kilometer nordwestlich von Dietramszell auf 734 m über NN. Mit dem Hauptort ist Emmerkofen durch die Staatsstraße 2073 verbunden.

## Gebietsreform in Bayern
Der Weiler gehörte zu Föggenbeuern, das sich am 1. Januar 1972 mit Baiernrain, Dietramszell, Linden und Manhartshofen zusammenschloss. Als Namen für die neue Gemeinde bestimmte die Bürger-Mehrheit Dietramszell.

## Einwohner
Bei der Volkszählung 1987 hatte der Ort 26 Einwohner; 1871 waren in dem Weiler 20 Personen registriert. 2021 bestehen sieben Wohngebäude.

## Baudenkmäler
Baudenkmäler sind in dem Ort nicht vorhanden.